# Geitabergsvatn
Geitabergsvatn är en sjö på Island. Dess yta är 0,9 km2.